# 사타케 요시모토
사타케 요시모토(일본어: 佐竹義祇, 1759년 ~ 1793년 10월 23일)는 일본 에도 시대의 다이묘로, 아키타 신덴 번의 4대 번주이다. 1761년에 태어났다고도 한다. 2대 번주 사타케 요시미치의 차남인 사타케 요시토시의 맏아들로 태어났다. 어머니는 고구레(木暮) 씨이다. 통칭은 에이노스케(栄之助)이며, 관위는 종5위하, 이키노카미이다.
아버지 요시토시는 조부인 요시미치의 적자였으나, 가문을 계승하지 못하고 사망하였고, 숙부인 사타케 요시타다가 요시미치의 뒤를 이었다. 메이와 원년(1764년) 5월 18일, 요시토모는 숙부 요시타다의 양자가 되었고, 안에이 2년(1773년) 4월 1일, 쇼군 도쿠가와 이에하루를 알현했다. 안에이 9년(1780년) 11월 7일, 요시타다가 은거함에 따라 번주직을 계승하였고, 같은 해 12월 18일에 종5위하, 이키노카미에 서임되었다. 간세이 5년(1793년)에 35세의 나이로 사망하였고, 맏아들 요시치카가 그 뒤를 이었다.
| 전임 사타케 요시타다 | 제4대 아키타 신덴 번 번주 1780년 ~ 1793년 | 후임 사타케 요시치카 |